# 瀬古修
瀬古 修（せこ おさむ、1947年3月20日 - ）は、三重県出身の元競艇選手。

## 来歴
1989年10月13日、住之江競艇場にて開催された第36回全日本選手権でSG初優勝を飾っている。

## エピソード
- 同期に村田瑞穂がいる。

## 獲得タイトル
- 1989年 10月13日 第36回全日本選手権（住之江競艇場）